# هوي براون (لاعب كرة قدم أمريكية)
هوي براون (بالإنجليزية: Howie Brown)‏ هو لاعب كرة قدم أمريكية أمريكي، ولد في 26 يناير 1922 في دايتون في الولايات المتحدة، وتوفي في 4 أبريل 1975 في بلومنغتون في الولايات المتحدة.

## وصلات خارجية
- هوي براون على موقع مرجع كرة القدم المحترفة.كوم (الإنجليزية)